# Doleschallia
Genre
Le genre Doleschallia regroupe des insectes lépidoptères de la famille des Nymphalidae et de la sous-famille des Nymphalinae qui résident en Océanie.

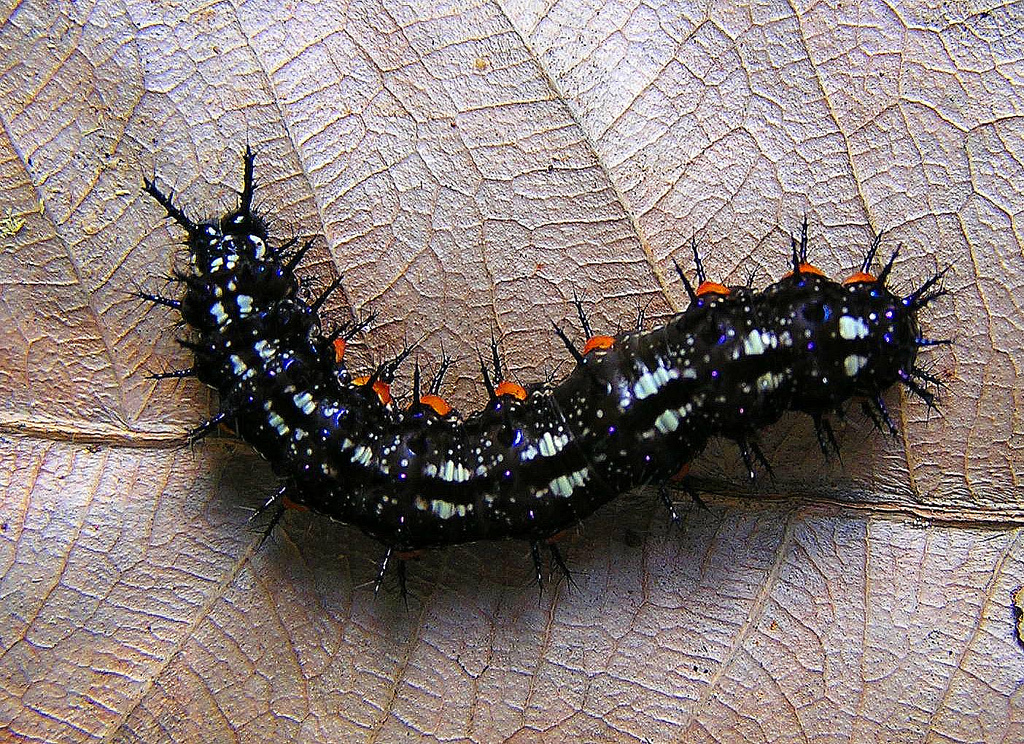
Chenille de Doleschallia bisaltide

## Caractéristiques communes
Ailes fermées les Doleschallia sont semblables à des feuilles d'où leur nom de leaf en anglais.

## Liste des espèces
- Doleschallia bisaltide(Cramer, [1777])
  - Doleschallia bisaltide bisaltide
  - Doleschallia bisaltide apameia Fruhstorfer
  - Doleschallia bisaltide australis C. & R. Felder, 1867
  - Doleschallia bisaltide cethega Fruhstorfer
  - Doleschallia bisaltide ceylonica Fruhstorfer; au Sri Lanka
  - Doleschallia bisaltide continentalis Fruhstorfer, 1899
  - Doleschallia bisaltide denisi (Viette 1950) en Nouvelle-Calédonie[1].
  - Doleschallia bisaltide gurelca Grose-Smith;
  - Doleschallia bisaltide herrichi Butler; aux Nouvelles-Hébrides.
  - Doleschallia bisaltide indica Moore, 1899;
  - Doleschallia bisaltide menexema Fruhstorfer
  - Doleschallia bisaltide montrouzieri Butler; aux Nouvelles-Hébrides.
  - Doleschallia bisaltide nasica Fruhstorfer, 1907;
  - Doleschallia bisaltide nigromarginata Joicey et Noakes, 1915;
  - Doleschallia bisaltide philippines Fruhstorfer
  - Doleschallia bisaltide polibete (Cramer, [1779])
  - Doleschallia bisaltide pratipa C. & R. Felder, 1860
  - Doleschallia bisaltide rennellensis Howarth
  - Doleschallia bisaltide scapus Fruhstorfer
  - Doleschallia bisaltide sciron Godman & Salvin
  - Doleschallia bisaltide siamensis Fruhstorfer, 1912;
  - Doleschallia bisaltide tenimberensis Fruhstorfer;
  - Doleschallia bisaltide tualensis Fruhstorfer
- Doleschallia browni Godman et Salvin, 1877;
  - Doleschallia browni browni
  - Doleschallia browni scotina Ribbe;
- Doleschallia comrii Godman et Salvin, 1878; aux iles Fergusson.
- Doleschallia dascon  Godman et Salvin, 1880;; en Nouvelle-Guinée.
  - Doleschallia dascon dascan
  - Doleschallia dascon dasconides Fruhstorfer;
- Doleschallia dascylus Godman et Salvin, 1880; en Nouvelle-Guinée.
  - Doleschallia dascylus dascylus
  - Doleschallia dascylus anicetus Fruhstorfer, 1915;
  - Doleschallia dascylus endascylus Fruhstorfer, 1903;
  - Doleschallia dascylus phalinus Fruhstorfer, 1907;
- Doleschallia hexophthalmos en Nouvelle-Guinée et aux Moluques.
  - Doleschallia hexophthalmos hexophthalmos
  - Doleschallia hexophthalmos areus Fruhstorfer, 1907;
  - Doleschallia hexophthalmos donus Fruhstorfer, 1915;
  - Doleschallia hexophthalmos gaius Fruhstorfer, 1912;
  - Doleschallia hexophthalmos kapaurensis Fruhstorfer, 1899;
  - Doleschallia hexophthalmos solus Fruhstorfer, 1912;
  - Doleschallia hexophthalmos varus Fruhstorfer, 1912;
- Doleschallia melana; Staudinger, 1886; aux Moluques.
- Doleschallia nacar 
  - Doleschallia nacar nacar
  - Doleschallia nacar trachelus Fruhstorfer, 1907;
- Doleschallia noorna, Grose-Smith et Kirby, 1889;
  - Doleschallia noorna noorna
  - Doleschallia noorna antimia Fruhstorfer;
  - Doleschallia noorna demetria Fruhstorfer;
  - Doleschallia noorna fulva Joicey & Noakes, 1915;
  - Doleschallia noorna lyncurion Fruhstorfer;
- Doleschallia polibete
- Doleschallia rickardi Grose-Smith, 1890;
  - Doleschallia rickardi rickardi; en Nouvelle-Bretagne.
  - Doleschallia rickardi pfeili Honrath, 1892; en Nouvelle-Irlande.
- Doleschallia tongana  en Polynésie et Mélanésie
  - Doleschallia tongana tongana
  - Doleschallia tongana vomana Fruhstorfer; aux Fidji.